# Le Jardin d'acclimatation
Le Jardin d'acclimatation is een  pretpark en planten- en dierentuin in het noorden van het Bois de Boulogne in het 16e arrondissement van Parijs. De naam wijst op de oorspronkelijke functie: hier moesten planten en dieren uit de overzeese kolonies wennen aan het Franse klimaat.

## Geschiedenis

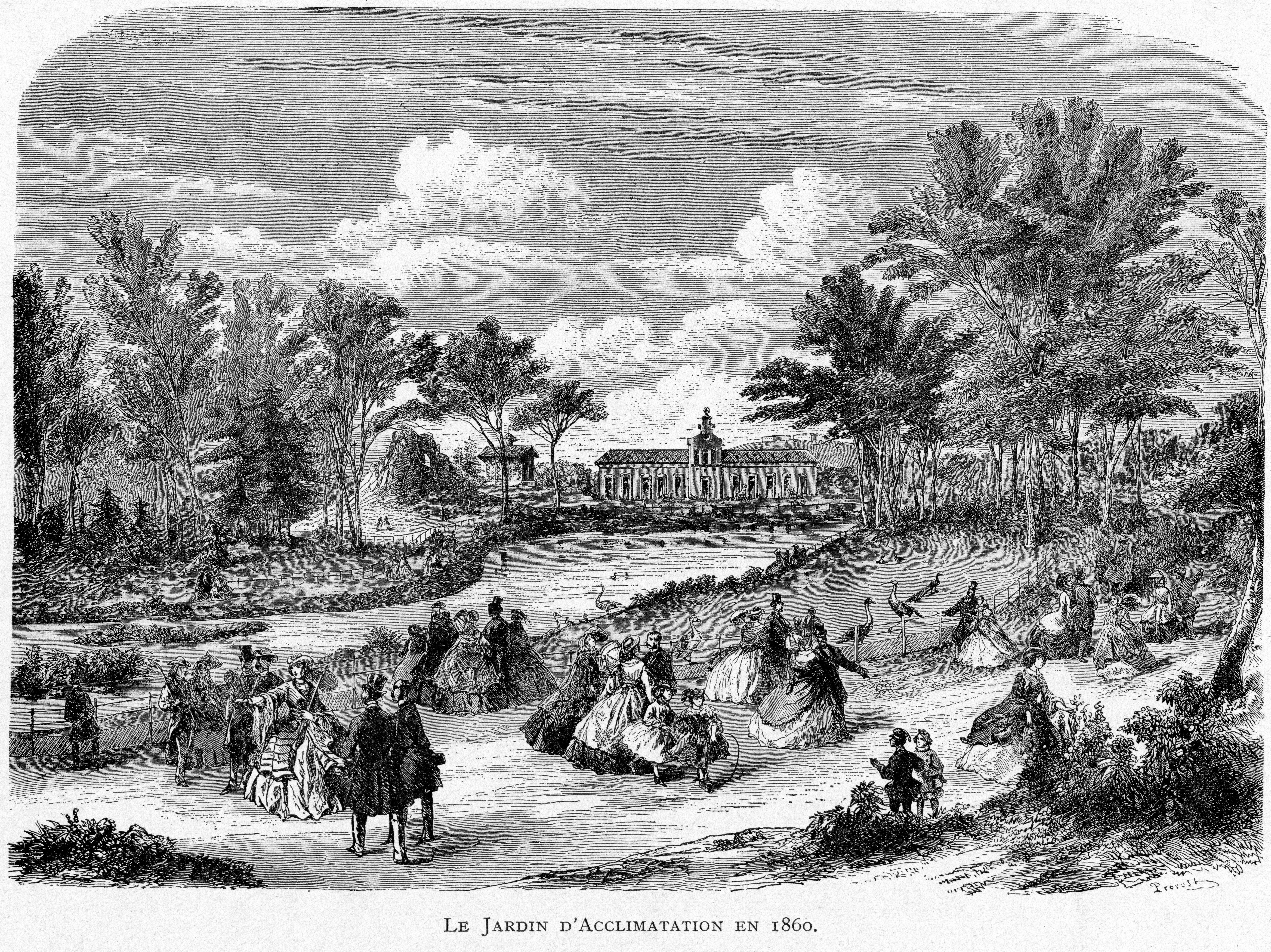
Jardin d'acclimatation (gravure, Henri Corbel, 1860).

Isidore Geoffroy Saint-Hilaire stichtte in 1854 de Société impériale zoologique d'acclimatation. In 1859 werd het park, ontworpen door de architecten Gabriel Davioud en Jean-Pierre Barillet-Deschamps  aangelegd. Op 6 oktober 1860 werd het park officieel geopend door Napoleon III. Isidore's zoon Albert Geoffroy Saint-Hilaire was de eerste adjunct-directeur en vanaf 1865 dierentuindirecteur. Aanvankelijk diende het park als botanische en zoölogische tuin en educatief attractiepark. In 1863 kwam er een openbaar aquarium, de tweede ter wereld. Een klein treintje (petit train) rijdt al sinds 1878 door het park. Vanaf 1877 was het park ook de thuisbasis van de "Jardin d'acclimatation antropologique", waar de toenmalige parkdirecteur Albert Geoffroy de Sainte Hilaire mensen uit de voormalige Franse koloniën, vooral uit Afrika, tentoonstelden; een praktijk die in de daarop volgende 25 jaar miljoenen bezoekers zou aantrekken. Exotische vogels werden ondergebracht in het Palmarium, dat in 1893 werd geopend. Op 4 juli 1898 steeg Alberto Santos-Dumont met de waterstofballon "Brasil" op vanuit de Jardin d'acclimatation en herhaalde dit ongeveer 200 maal. De ballon had een diameter van zes meter en een volume van 113 m3 en daarvoor was 113 m2 Japanse zijde nodig.

## Modern attractiepark
Vanaf 1926 kreeg het park het karakter van een modern attractiepark. In 2016 kreeg een Franse onderneming een concessie van de gemeente Parijs om het park verder als attractiepark uit te breiden en exploiteren. De werkzaamheden daarvoor werden in 2018 afgerond: op 1 juni 2018 werd het park heropend. Er waren toen 40 verschillende attracties, waarvan 17 nieuw. Zo zijn er een miniatuurspoorweg, een manege voor ponyritjes, een volière (La Grande Volière), een theater (Theater du Jardin), een poppenkast (Theater de Guignol) een interactieve bioscoop (Cinéma interactif) en is er de 'betoverde rivier' (La rivière enchantée) door een natuurgebied waarover een vijf kilometer lange boottocht gemaakt kan worden. Er zijn bovendien gratis speeltuinen, 3 achtbanen, een kleine Normandische boerderij (La Petit Ferme normande), een Japanse boerderij (La Maison de Kiso) en er zijn zeldzame diersoorten te bezichtigen.

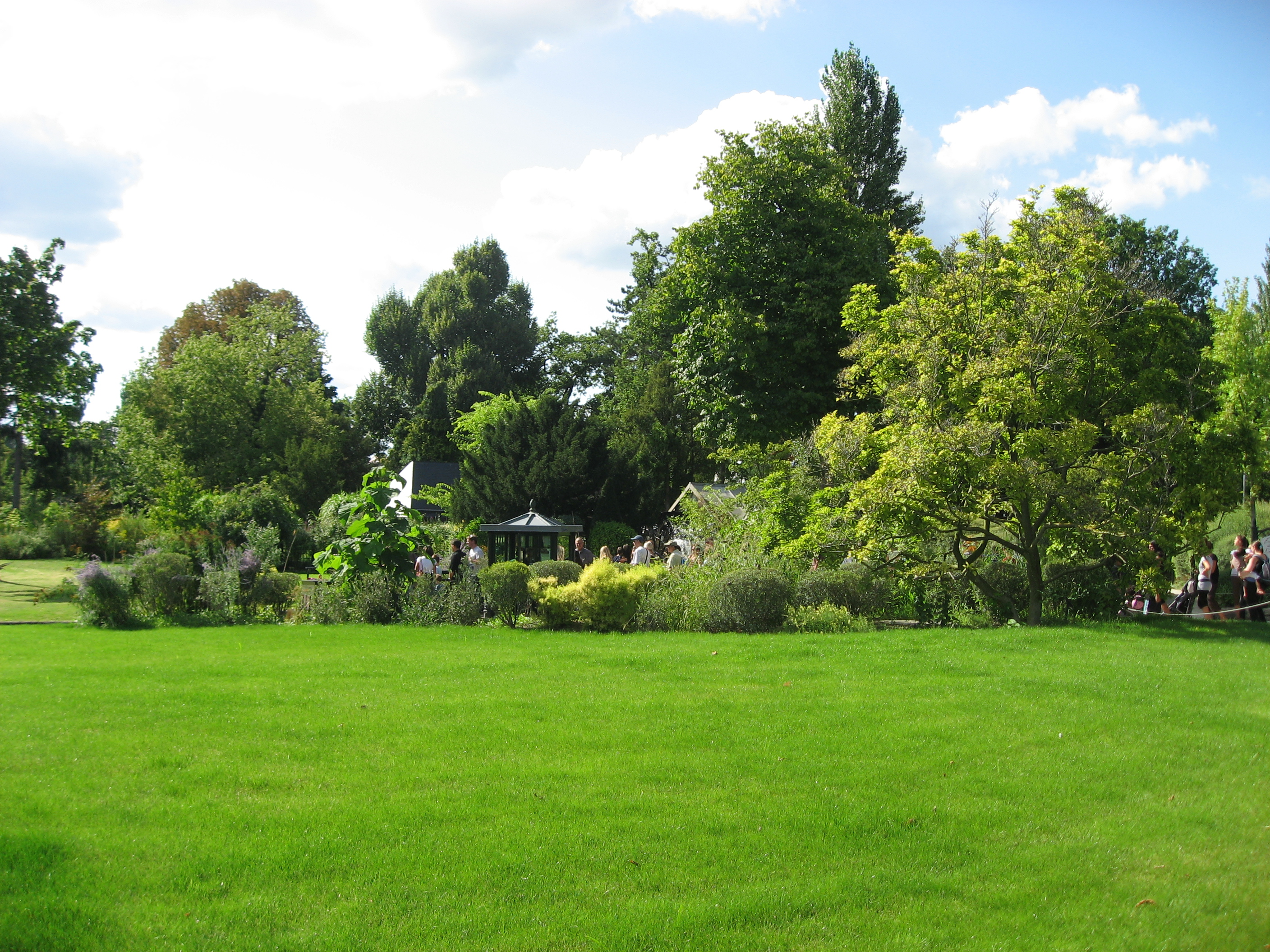
Beginpunt van betoverde rivier (La rivière enchantée)
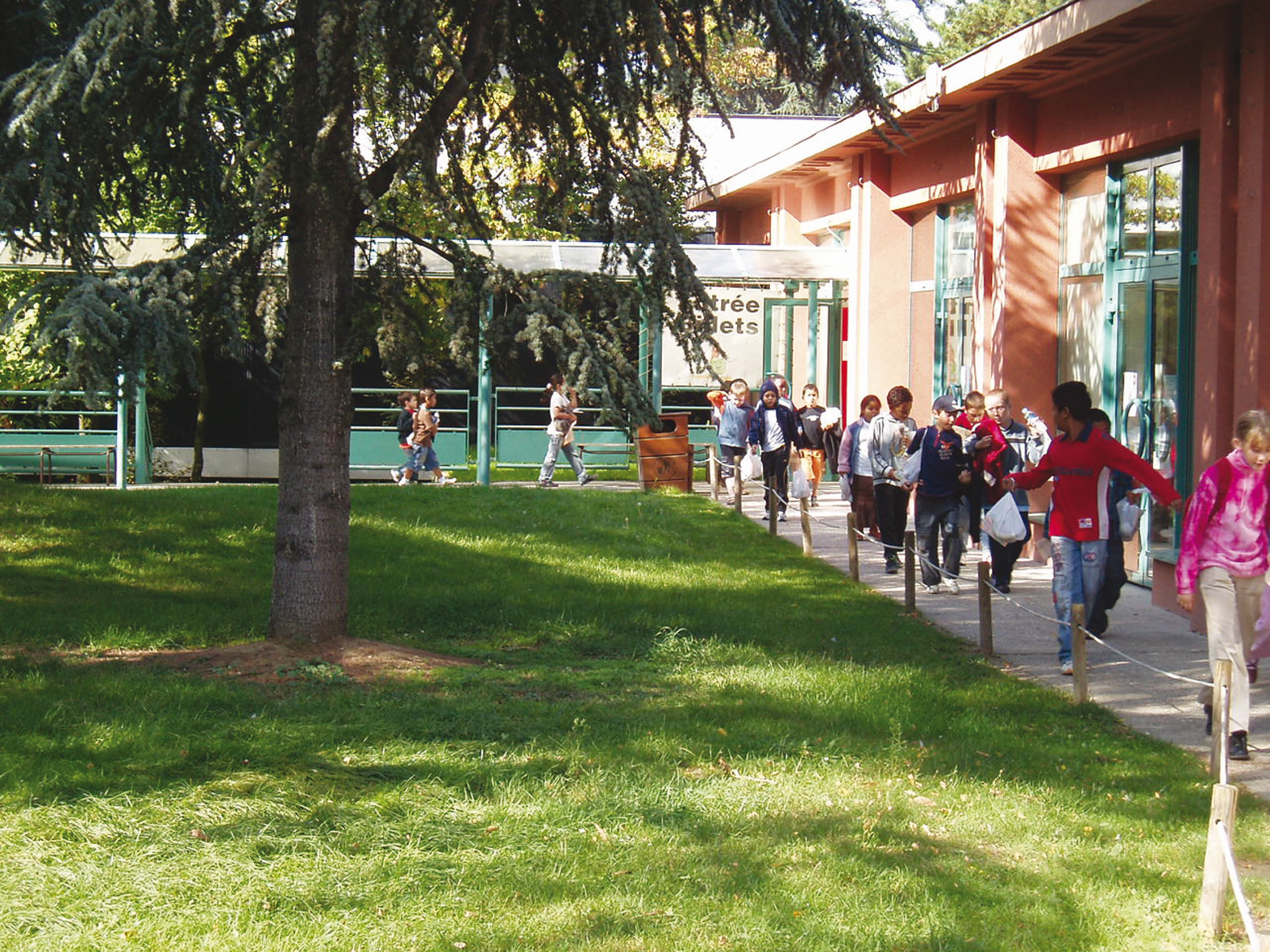
Musée en Herbe
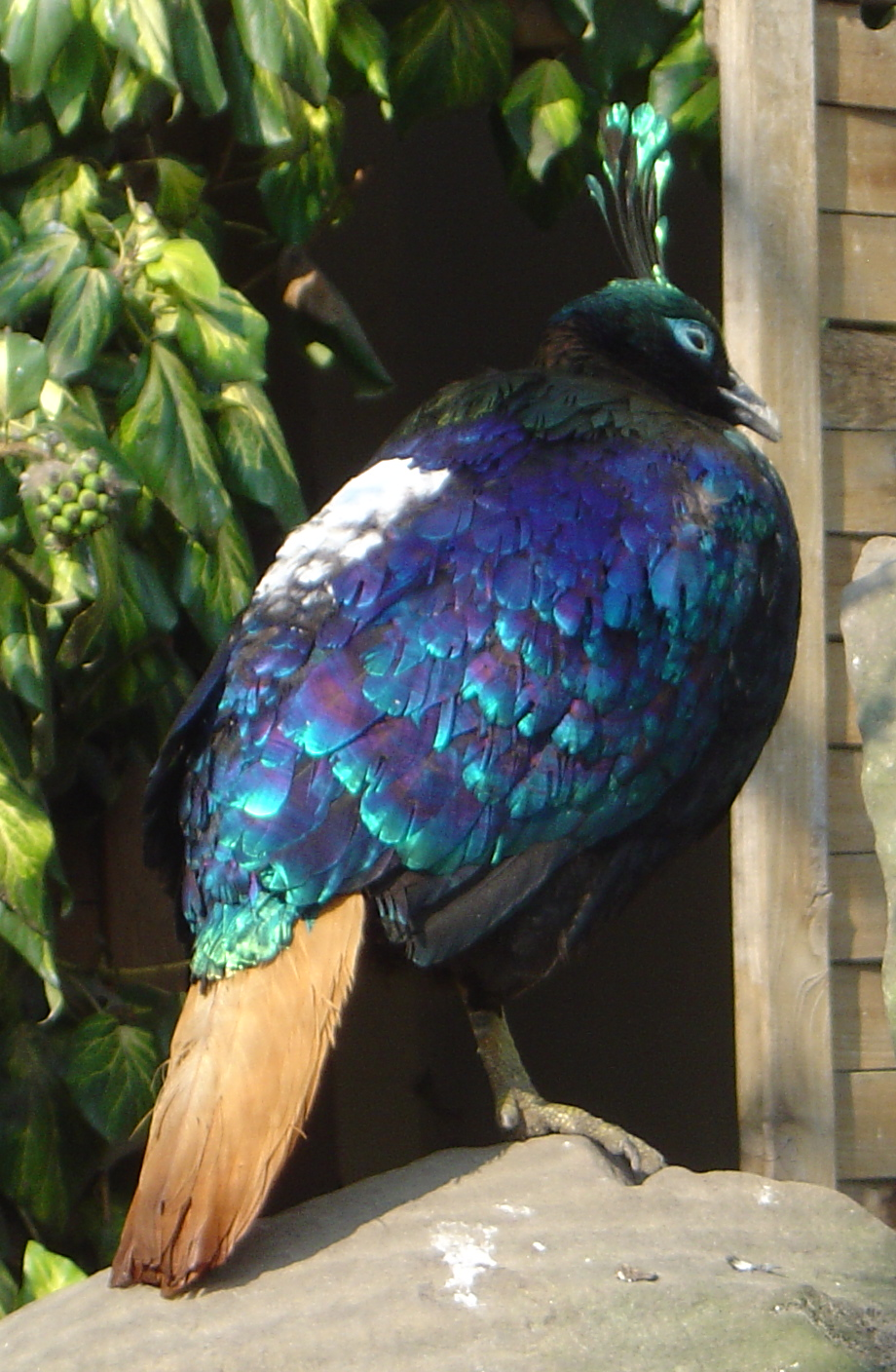
Himalaya-glansfazant (Lophophorus impejanus)
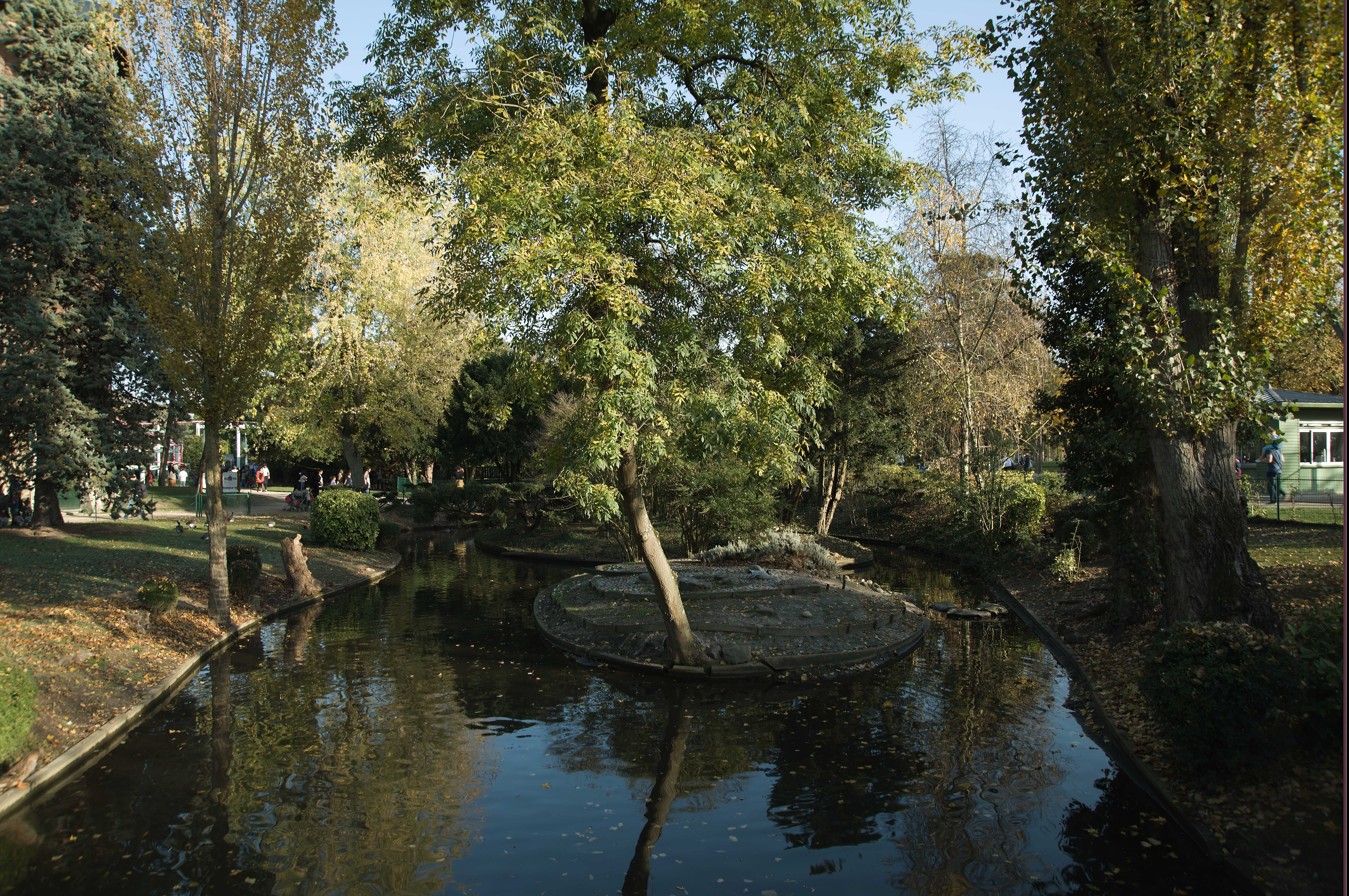
Eilandje in de betoverde rivier
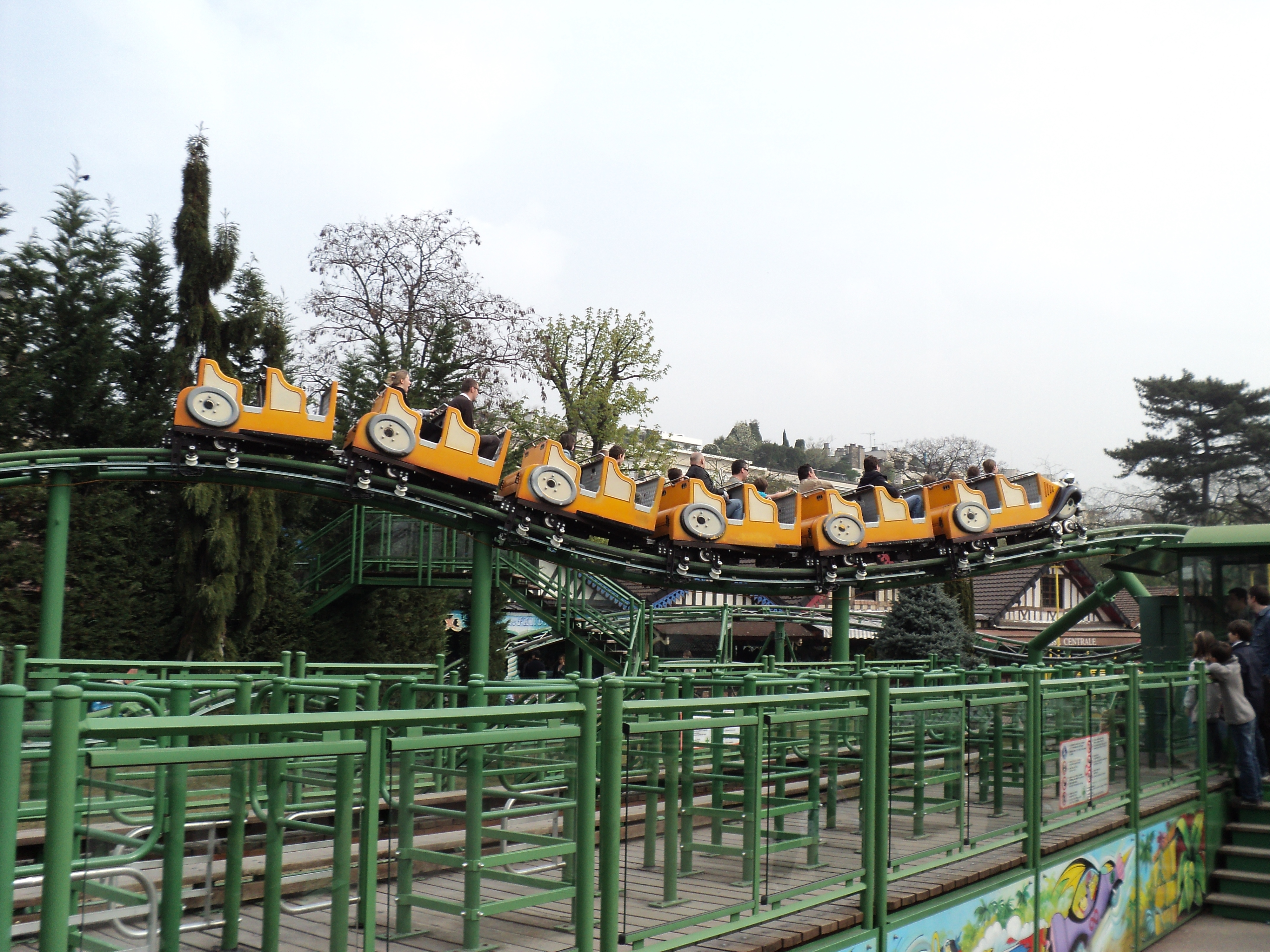
Achtbaan

## Weblink
- (fr) (en)  Website Le Jardin d'acclimatation
- De rcdb-pagina van Jardin d'Acclimatation

## Bron
- Dit artikel of een eerdere versie ervan is een (gedeeltelijke) vertaling van het artikel Jardin d’Acclimatation (Paris) op de Duitstalige Wikipedia, dat onder de licentie Creative Commons Naamsvermelding/Gelijk delen valt. Zie de bewerkingsgeschiedenis aldaar.

Bois de Boulogne ·
Bois de Vincennes ·
Coulée verte René-Dumont ·
Le Jardin d'acclimatation ·
Jardin Atlantique ·
Jardin du Bassin de l'Arsenal ·
Jardin du Champ-de-Mars ·
Jardin du Luxembourg ·
Jardin des Tuileries ·
Jardins des Champs-Élysées ·
Jardins des Halles ·
Jardins du Palais-Royal ·
Jardin des Plantes ·
Jardin des serres d'Auteuil ·
Parc André Citroën ·
Parc de Bagatelle ·
Parc de Belleville ·
Parc de Bercy ·
Parc de Boulogne ·
Parc des Buttes-Chaumont ·
Parc floral de Paris ·
Parc Georges Brassens ·
Parc Monceau ·
Parc Montsouris ·
Parc de la Villette ·
Cité universitaire
Zie ook: Lijst van bezienswaardigheden in Parijs